# Euphorbia wheeleri
Euphorbia wheeleri är en törelväxtart som beskrevs av Henri Ernest Baillon. Euphorbia wheeleri ingår i släktet törlar, och familjen törelväxter. Inga underarter finns listade i Catalogue of Life.